# Малцинство
Малцинство или малцинствена група е социологическа група, която не представлява политически доминиращо множество на глас в рамките на населението в дадено общество. И в същото време социологическото малцинство не е задължително да бъде числено малцинство (напр. Африка, апартейд), но това може да е всяка група, която е подставена и непривилегирована спрямо доминиращата група по отношение на социален статус, образование, трудова ангажираност, здраве и политическа власт. Често се използва в социологията терминът малцинствена група, тъй като под малцинство най-често се разбира етническо малцинство, докато малцинствените групи могат да бъдат различни от етническите – например хората с недъзи, религиозни малцинства, по сексуална ориентация и т.н.
Терминът малцинствена група често се използва по повод човешки права и събирателни права, тъй като малцинствените групи са обект на дискриминация, била тя съзнателна, несъзнателна или дори законодателна, т.е. членовете на малцинствените групи са обект на диференциран подход в обществото, към което принадлежат или наличието на социални структури, които не са равно достъпни за всички. В последните години се наблюдава тенденция групи, традиционно смятани за доминантни, да се представят като потиснато мнозинство, например тези на белите мъже от средната класа (Griffith, Carolyn Louise).

## Социология на малцинствата
Фаегин (1984) казва, че малцинствената група има пет характеристики:
- страда от дискриминация и субординация;
- физически и/или културни характеристики, което ги различават и отграничават, и които са неодобрявани от доминантната;
- споделят усещането за колективна идентичност и общо бреме;
- социално споделят правила, относно кой принадлежи и кой не на групата, които определят малцинствен статус;
- членовете на малцинствените групи имат склонност да се женят (или обвързват по друг начин) помежду си.

Социологът Луис Вирт определя малцинствената група като „група от хора, които поради физическите си или културни характеристики са усамотени от другите в обществото, в което живеят в едно с различно и неравностойно отношение и третиране, и които, поради това, смятат себе си като обект на дискриминация.“

## Видове малцинствени групи

### Расови и етнически малцинства
Всяко по-голямо (а дори и по-малките) общества има малцинство по признак етническа и расова принадлежност. Това може да са чужденци (гостуващи), емигранти, номадски общества и т.н. На някои места и в някои исторически периоди етнически малцинства са били иначе преимуществено представените като брой жители в дадена страна – апартейд.

### Сексуални малцинства
Терминът сексуални малцинства е представен за първи път през 1987 г. от работна група към Подкомисията по въпросите на робството и подобните на робство практики на ООН. Той означава „лицата, обект на дискриминация поради начина си на живот, интимно обвързване или други форми на самоидентификация или изразяване, на които се гледа като отклонение от това, което в съвременните етатични общества се е превърнало в широко разпространено господство на нормативно-хетеросексуалните модели на социална организация“. По-конкретно в кръга на понятието спадат хората от ЛГБТ общността (лесбийки, гей мъже, бисексуални и транссексуални хора).

### Религиозни малцинства
Религиозните малцинства са групи, които имат вяра различна от тази на мнозинството. Това може да е независимо от етническата им принадлежност.

### Езикови малцинства
Езиковите малцинства са малцинства, които имат свой език и съответно култура, различни от тези на мнозинството. Пример – испаноговорещите в Америка.

### Малцинства на хора с увреждания
Под малцинства на хора с увреждания могат да се смятат както тези с трайни физически увреждания, така и например хора с аутизъм и друго различие в психологическото функциониране.

## Законодателство

### Малцинствата по българското законодателство
В българското право съществува правна рамка по въпросите на малцинствата в България. Тя включва части от Конституцията и различни закони, в които изрично се определят равни права за хората независимо от тяхната народност, раса, религия, социален произход, членуване или нечленуване в определена организация или партия. Законите определят и наказания за нарушаването на тези права. Съществуват и международноправни документи ратифицирани от България, които разглеждат тези въпроси.
В пълномощията на външния министър влиза защитата на българските национални малцинства в чужбина – той „защитава правата и свободите на лицата, принадлежащи към българските национални общности и малцинства, в съответствие с международноправните норми в тази област и с интересите на страната.“

### Малцинствата в Европейското право
Терминът "малцинство“ няма общоевропейска правна норма. Определения за „малцинство“ („национално малцинство“) съществуват в някои международни документи, цитирани по-долу. Не съществува обаче легална дефиниция на този термин.
Според проучването на НС, различните европейски страни имат два основни подхода, при дефинирането на понятието „малцинство“:
1. При единия изчерпателно се изброяват етническите или езиковите малцинства. Той е възприет в Германия, Австрия, САЩ, Естония и Северна Македония. В Германия например, са изброени: датчаните, лужичаните, фризите, синтите и циганите. Милионите турци живеещи там не попадат в това изброяване.
2. Другият подход, възприет в редица европейски държави, като Белгия, Руската федерация, Украйна, Молдова, дава обща дефиниция на разглежданото понятие, без да се изброяват изчерпателно етническите и езикови общности, които влизат в него.
3. Френските конституция и законодателство не дефинират понятието „малцинство“ (което се дължи на френската правна доктрина, според която нацията е единна и в страната няма малцинства).

## Национално малцинство
Под „национално малцинство“ в традицията на българските език и история обикновено се разбират българските национални малцинства извън границите на държавата ни. Обикновено за такива се смятат много големи групи (до милиони) от български граждани, които поради войните, водени от България, или по други исторически причини, остават в определени периоди или етапи извън границите на България, като това най-общо е в близост до самата държава. За „национално малцинство“ в този смисъл не се смятат българските емигранти в чужбина, например САЩ. За българско национално малцинство се смятат българите от Западните покрайнини и т.н.

## Господстващи малцинства
Господстващо малцинство е тази група, която има политическо, икономическо или културно надмощие в страна или регион, независимо от това, че представлява малка част (демографско малцинство) от цялото население. Този термин най-често се използва по отношение на расови, етнически, национални, религиозни или други малцинства, които имат непропорционално надмощие и власт.